# Rigoli
Rigoli è una frazione del comune italiano di San Giuliano Terme, nella provincia di Pisa, in Toscana.

## Geografia fisica
La frazione di Rigoli è situata nella valle del Serchio, sulla riva sinistra del fiume, lungo il vecchio tratto della strada statale 12 Abetone che collega San Giuliano Terme a Lucca. Il paese è delimitato a est dalle vette di Monte Cupola (440 m s.l.m.), Le Cimette (452 m), Monte Pervia (423 m) e Monte Aguzzo (393 m), mentre ad ovest dal tracciato della ferrovia e dal canale Demaniale, che lambisce l'ansa del Serchio.
Rigoli confina a nord con Molina di Quosa, a sud con Pappiana, Orzignano e il piccolo borgo di Corliano, mentre ad ovest, oltre il fiume Serchio, con la frazione di Avane del comune di Vecchiano.

## Storia
Rigoli è sorta in epoca alto-medievale, in un periodo sicuramente antecedente all'VIII secolo, data la presenza dell'antica pieve che aveva sotto di sé un gran numero di chiese e villaggi nel territorio della val di Serchio. Il territorio di Rigoli era proprietà della Corona d'Italia, come documentato da alcune donazioni effettuate in favore dell'Opera della Primaziale Pisana da parte dell'imperatore Enrico III prima e della contessa Matilde poi (1103). In un diploma redatto a Bologna il 22 settembre 1001 si legge inoltre dell'investitura del marchese Ugo da parte dell'imperatore Ottone III di un massarizio di proprietà della Corona posto «in Pago pisensi in villa vocata Riguli». Il piviere di Rigoli fu poi confermato all'Arcidiocesi di Pisa da papa Innocenzo II con una bolla inviata da Campiglia Marittima il 5 maggio 1337. Nel corso del XIV secolo, Rigoli arrivò ad avere giurisdizione su un vasto territorio che comprendeva anche i pievanati di Filettole e di Vecchiano, per un totale di sedici parrocchie dipendenti.
Rigoli nel 1833 contava 630 abitanti.

## Monumenti e luoghi d'interesse
- Pieve di San Marco, chiesa parrocchiale della frazione, si tratta di una delle più antiche e importanti pievi del territorio pisano.[5] Inizialmente ricordata con il titolo di San Pietro, la si ritrova intitolata a san Giovanni Battista dal XIV secolo, mentre con il titolo attuale solo a partire dal 1561.[5]
- Villa Alta, situata in posizione panoramica su una collina a ridosso della strada statale Abetone, risale al XVIII secolo ed è decorata da vari affreschi oltre che abbellita da un giardino all'italiana. Fu proprietà della famiglia Agostini fino al 1920.[6]

## Infrastrutture e trasporti
La frazione è posta lungo la ferrovia Lucca-Pisa ed è servita da una propria stazione ferroviaria. Si trova lungo la Strada statale 12 dell'Abetone e del Brennero, che scorre lungomonte e che conduce da Pisa al Passo del Brennero.